# Іст-Гранд-Рапідс (Мічиган)
Іст-Гранд-Рапідс (англ. East Grand Rapids) — місто (англ. city) в США, в окрузі Кент штату Мічиган. Населення — 11 371 особа (2020).

## Географія
Іст-Гранд-Рапідс розташований за координатами 42°56′49″ пн. ш. 85°36′31″ зх. д. / 42.94694° пн. ш. 85.60861° зх. д. (42.946808, -85.608490).  За даними Бюро перепису населення США в 2010 році місто мало площу 8,81 км², з яких 7,60 км² — суходіл та 1,21 км² — водойми.

## Демографія
Згідно з переписом 2010 року, у місті мешкали 10 694 особи в 3818 домогосподарствах у складі 3009 родин. Густота населення становила 1214 особи/км².  Було 3977 помешкань (451/км²).
Расовий склад населення:
| - 95,4 % — білих - 1,5 % — азіатів - 1,1 % — чорних або афроамериканців - 0,1 % — корінних американців |

До двох чи більше рас належало 1,6 %. Частка іспаномовних становила 1,5 % від усіх жителів.
За віковим діапазоном населення розподілялося таким чином: 31,6 % — особи молодші 18 років, 58,7 % — особи у віці 18—64 років, 9,7 % — особи у віці 65 років та старші. Медіана віку мешканця становила 39,8 року. На 100 осіб жіночої статі у місті припадало 93,6 чоловіків;  на 100 жінок у віці від 18 років та старших — 91,1 чоловіків також старших 18 років.
Середній дохід на одне домашнє господарство  становив 155 250 доларів США (медіана — 112 000), а середній дохід на одну сім'ю — 170 315 доларів (медіана — 120 563). Медіана доходів становила 91 009 доларів для чоловіків та 65 417 доларів для жінок. За межею бідності перебувало 2,7 % осіб, у тому числі 2,8 % дітей у віці до 18 років та 0,9 % осіб у віці 65 років та старших.
Цивільне працевлаштоване населення становило 5473 особи. Основні галузі зайнятості: освіта, охорона здоров'я та соціальна допомога — 32,1 %, науковці, спеціалісти, менеджери — 15,6 %, виробництво — 14,6 %.